# Henry Howard, VI conte di Suffolk
Henry Howard (Londra, 1670 – 19 settembre 1718) è stato un nobile e politico inglese.

## Biografia
Era figlio di Henry Howard, V conte di Suffolk e di Mary Stewart.
Venne ammesso al Magdalene College di Cambridge nel 1685.
Divenne membro del parlamento in rappresentanza di Arundel nel gennaio 1694 ma il posto gli fu tolto nel mese successivo su richiesta di John Cooke. Fu di nuovo eletto deputato di Arundel nel 1695, mantenendo il posto fino al 1698.
Dal 1697 al 1707 fu Commissary-General of the Musters. Nel 1705 tornò in parlamento per l'Essex ma lasciò l'anno dopo la Camera dei comuni quando venne creato conte di Bindon. Fu Deputy Earl Marshal in Inghilterra tra il  1706 ed il 1718. Nel 1708 venne nominato membro del Consiglio privato.
Nel 1709 successo a suo padre come conte di Suffolk. Nel 1715 arrivò la nomina a Lord luogotenente dell'Essex e First Lord of Trade, cariche che mantenne fino alla morte.
Howard sposò la prima moglie, Lady Auberie Anne Penelope O'Brien, figlia di Henry O'Brien, VII conte di Thomond,il 6 settembre 1691. Ebbero quattro figli e una figlia.
Dopo esser rimasto vedovo nel novembre del 1703, si risposò nuovamente. Nell'aprile 1705 divenne sua seconda moglie Lady Henrietta Somerset, figlia di Henry Somerset, I duca di Beaufort. Dal secondo matrimonio non nacquero altri figli.
Nel 1718 Howard morì lasciando contee e nomina a Lord luogotenente al figlio Charles William.

## Ascendenza
|                                          |                                         |                                        | Genitori                        |  |  | Nonni |  |  | Bisnonni                          |  |  | Trisnonni                         |  |
|                                          |                                         |                                        |                                 |  |  |       |  |  | Thomas Howard, I conte di Suffolk |  |  | Thomas Howard, IV duca di Norfolk |  |
|                                          |                                         |                                        |                                 |  |  |       |  |  | Thomas Howard, I conte di Suffolk |  |  | Thomas Howard, IV duca di Norfolk |  |
|                                          |                                         | Margaret Audley, duchessa di Norfolk   |                                 |  |  |       |  |  | Thomas Howard, I conte di Suffolk |  |  |                                   |  |
| Theophilus Howard, II conte di Suffolk   |                                         |                                        |                                 |  |  |       |  |  | Thomas Howard, I conte di Suffolk |  |  |                                   |  |
|                                          |                                         | Katherine Knyvett                      | Henry Knyvett                   |  |  |       |  |  |                                   |  |  |                                   |  |
|                                          |                                         | Katherine Knyvett                      | Henry Knyvett                   |  |  |       |  |  |                                   |  |  |                                   |  |
|                                          |                                         | Katherine Knyvett                      | Elizabeth Stumpe                |  |  |       |  |  |                                   |  |  |                                   |  |
| Henry Howard, V conte di Suffolk         |                                         | Katherine Knyvett                      |                                 |  |  |       |  |  |                                   |  |  |                                   |  |
|                                          |                                         | George Home, I conte di Dunbar         | Alexander Home                  |  |  |       |  |  |                                   |  |  |                                   |  |
|                                          |                                         | George Home, I conte di Dunbar         | Alexander Home                  |  |  |       |  |  |                                   |  |  |                                   |  |
|                                          |                                         | George Home, I conte di Dunbar         | Janet Home                      |  |  |       |  |  |                                   |  |  |                                   |  |
| Elizabeth Home                           |                                         | George Home, I conte di Dunbar         |                                 |  |  |       |  |  |                                   |  |  |                                   |  |
|                                          |                                         | Elizabeth Gordon                       | Alexander Gordon                |  |  |       |  |  |                                   |  |  |                                   |  |
|                                          |                                         | Elizabeth Gordon                       | Alexander Gordon                |  |  |       |  |  |                                   |  |  |                                   |  |
|                                          |                                         | Elizabeth Gordon                       | Agnes Bethune                   |  |  |       |  |  |                                   |  |  |                                   |  |
| Henry Howard, VI conte di Suffolk        |                                         | Elizabeth Gordon                       |                                 |  |  |       |  |  |                                   |  |  |                                   |  |
|                                          | Andrew Stewart, II barone Castle Stuart | Andrew Stewart, I barone Castle Stuart |                                 |  |  |       |  |  |                                   |  |  |                                   |  |
|                                          | Andrew Stewart, II barone Castle Stuart | Andrew Stewart, I barone Castle Stuart |                                 |  |  |       |  |  |                                   |  |  |                                   |  |
|                                          | Andrew Stewart, II barone Castle Stuart | Margaret Kennedy                       |                                 |  |  |       |  |  |                                   |  |  |                                   |  |
| Andrew Stewart, III barone Castle Stuart | Andrew Stewart, II barone Castle Stuart |                                        |                                 |  |  |       |  |  |                                   |  |  |                                   |  |
|                                          |                                         | Anne Stewart                           | John Stewart, V conte di Atholl |  |  |       |  |  |                                   |  |  |                                   |  |
|                                          |                                         | Anne Stewart                           | John Stewart, V conte di Atholl |  |  |       |  |  |                                   |  |  |                                   |  |
|                                          |                                         | Anne Stewart                           | Mary Ruthven                    |  |  |       |  |  |                                   |  |  |                                   |  |
| Mary Stewart                             |                                         | Anne Stewart                           |                                 |  |  |       |  |  |                                   |  |  |                                   |  |
|                                          |                                         | Arthur Blundell                        | …                               |  |  |       |  |  |                                   |  |  |                                   |  |
|                                          |                                         | Arthur Blundell                        | …                               |  |  |       |  |  |                                   |  |  |                                   |  |
|                                          |                                         | Arthur Blundell                        | …                               |  |  |       |  |  |                                   |  |  |                                   |  |
| Joyce Blundell                           |                                         | Arthur Blundell                        |                                 |  |  |       |  |  |                                   |  |  |                                   |  |
|                                          |                                         | Susanna Bengeratt                      | Henry Bengeratt                 |  |  |       |  |  |                                   |  |  |                                   |  |
|                                          |                                         | Susanna Bengeratt                      | Henry Bengeratt                 |  |  |       |  |  |                                   |  |  |                                   |  |
|                                          |                                         | Susanna Bengeratt                      | …                               |  |  |       |  |  |                                   |  |  |                                   |  |
|                                          |                                         | Susanna Bengeratt                      |                                 |  |  |       |  |  |                                   |  |  |                                   |  |